# Manuela Mager
Manuela Mager verh. Holzapfel (* 11. Juli 1962 in Dresden) ist eine deutsche Eiskunstläuferin, die im Paarlauf für die DDR startete.
Mager trat für den SC Einheit Dresden an und trainierte bei Uta Hohenhaus. Ihr Eiskunstlaufpartner war Uwe Bewersdorf.
1977 und 1978 wurden Manuela Mager und Uwe Bewersdorf DDR-Meister. 1977 hatten sie auch ihr Debüt bei den bedeutenden internationalen Turnieren. Bei der Europameisterschaft in Helsinki wurden sie Vierte und bei der Weltmeisterschaft in Tokio Fünfte. Bereits 1978 konnten sie ihre ersten Medaillen gewinnen. Bei der Europameisterschaft in Straßburg gewannen sie die Bronzemedaille hinter den sowjetischen Paaren Irina Rodnina und Alexander Saizew sowie Marina Tscherkassowa und Sergei Schachrai und in Ottawa wurden sie Vize-Weltmeister hinter Rodnina/Saizew. 1979 bestritten sie keine Wettbewerbe. 1980 reichte es für sie als amtierende DDR-Vizemeister hinter Sabine Baeß und Tassilo Thierbach bei der Europameisterschaft nur zum fünften Platz. Wenig später gewannen Mager und Bewersdorf allerdings olympisches Bronze in Lake Placid und wurden nach dem Rücktritt von Rodnina/Saizew Vize-Weltmeister in Dortmund hinter Tscherkassowa und Schachrai.
Das Paar Mager/Bewersdorf war das erste Paar der Welt, das in einem Wettbewerb den dreifachen Wurfrittberger zeigte. Manuela Mager beendete ihre Eiskunstlaufkarriere 1980. Sie stellte nach dem Ende ihrer Eiskunstlaufkarriere einen Ausreiseantrag und verließ die DDR. Sie arbeitet heute als Sekretärin in Bayern.

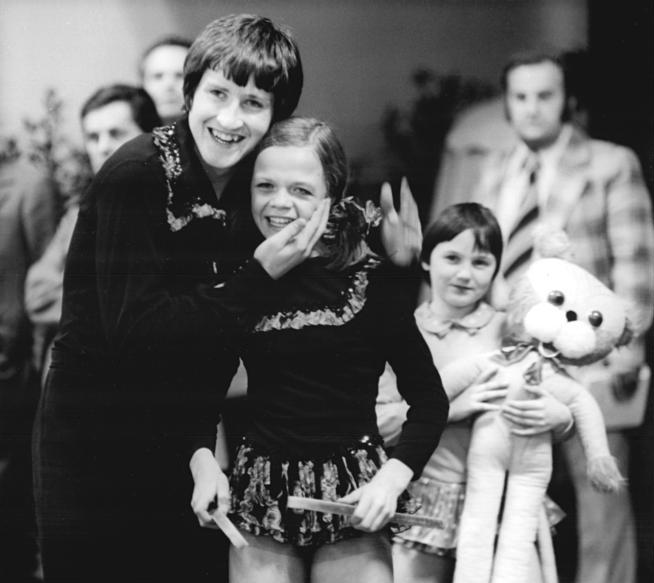
Manuela Mager und Uwe Bewersdorf beim Pokal der Blauen Schwerter 1974

## Ergebnisse

### Paarlauf

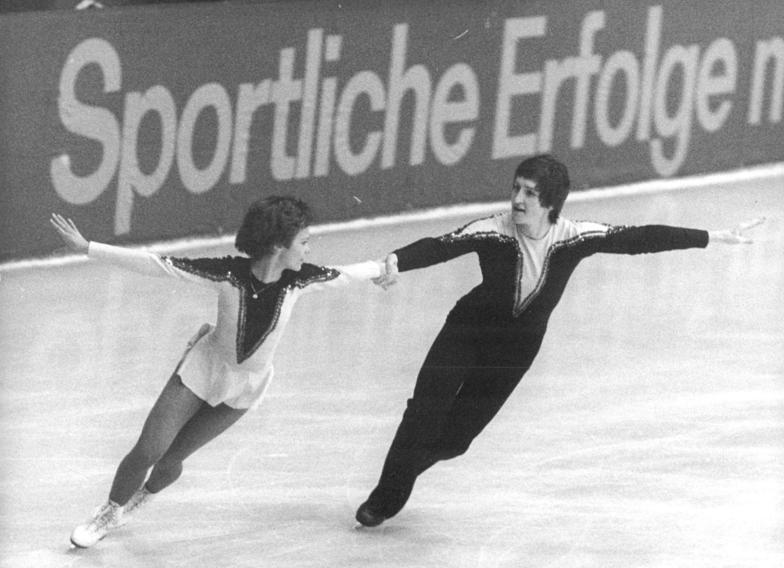
Manuela Mager und Uwe Bewersdorf bei den DDR-Meisterschaften 1979

(mit Uwe Bewersdorf)
| Wettbewerb / Jahr       | 1977 | 1978 | 1979 | 1980 |
| ----------------------- | ---- | ---- | ---- | ---- |
| Olympische Winterspiele |      |      |      | 3.   |
| Weltmeisterschaften     | 5.   | 2.   |      | 2.   |
| Europameisterschaften   | 4.   | 3.   |      | 5.   |
| DDR-Meisterschaften     | 1.   | 1.   |      | 2.   |